# 닥터 파인의 하루
《닥터 파인의 하루》는 매주 화요일 김용회가 다음 웹툰에서 연재하는 웹툰이다.